# David Heinrich Garthoff

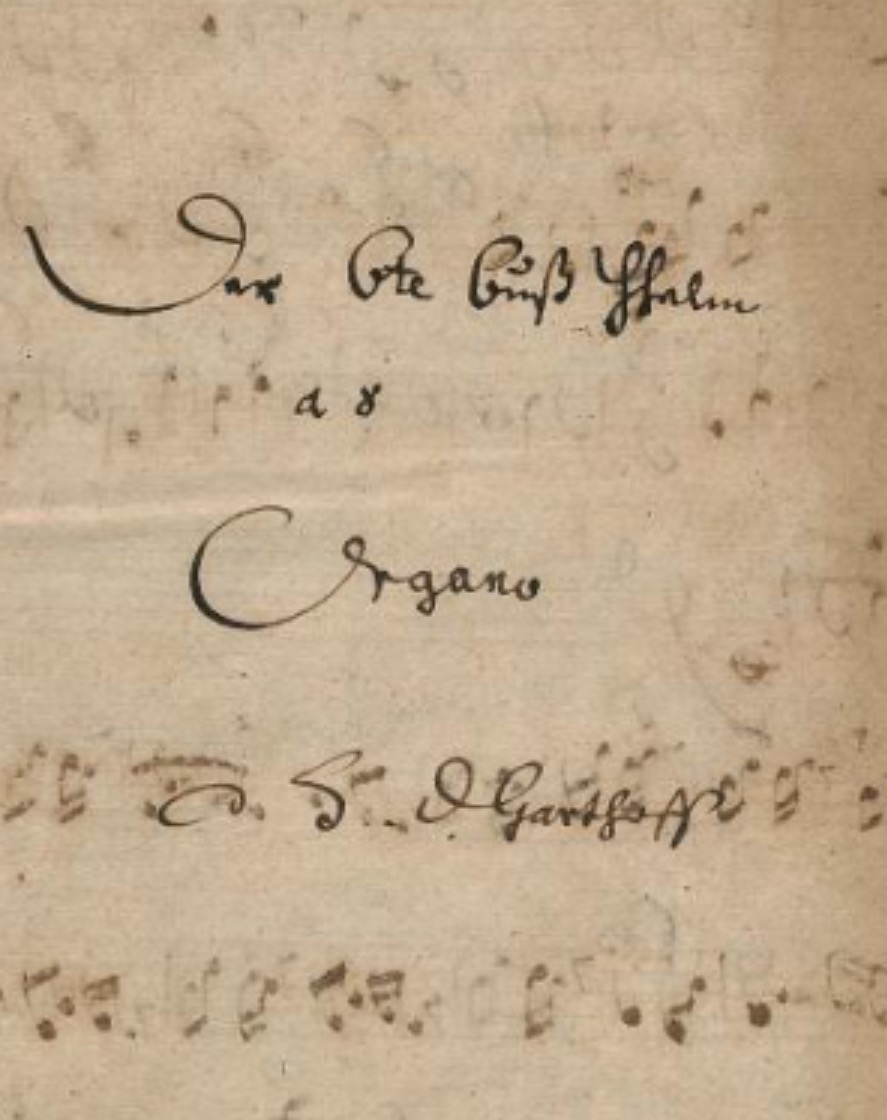
Deckblatt der Kantate „Aus der Tiefe rufe ich Herr zu Dir“ („Der sechste Bußpsalm a 8 Organo“) mit Autograph Garthoffs

David Heinrich Garthoff, auch David Heinrich Garthoffen (* um 1670 in Bendeleben; † 1. August 1741 in Weißenfels) war ein deutscher Komponist, Musiker und Pädagoge.

## Leben
1695 war Garthoff laut Kirchenbuch Oboist beim Grafen Schwarzburg in Sondershausen. Laut Jakob Adlung erhielt Garthoff am Merseburger Hof seine musikalische Ausbildung als Fagottist. Da der Herzog von Sachsen-Weißenfels ihn unbedingt an seinem Hof haben wollte, ließ der Merseburger Herzog ihn ziehen mit dem Versprechen, nie wieder Fagott zu spielen. Garthoff wirkte bis 1700 als Oboist an der Weißenfelser Hofkapelle. Bei einem Wettschießen im Sommer 1700 erlitt er durch eine verirrte Kugel eine Wunde im Gesicht. Der damalige Weißenfelser Hofkapellmeister Johann Beer berichtete davon so:

„… ich war mit ihro Durchl[aucht] mein gnädigster H[err] auf der Vieh-Wiese [bei Weißenfels] bey dem Vogelschiessen mit etlich Zinnernen Schisseln, kurtz darauf, gienge dem Haubtmann Barthen seine Kugel-Flinthe unvorsichtiger Weise loß, durch welchen unglükseeligen schuß, erstlich Heinrich Davied Gartthoff, hernach ich auf das allergefährlichste verwundet wurden …“

Der Schuss riss David Heinrich Garthoff die Unterlippe weg und traf danach Beer in den Nacken, der am neunten Tag danach starb. Adlung mutmaßt, dies sei die „göttliche“ Rache gewesen, da Beer Garthoff doch wieder zum Fagottspielen überredet hatte.
Weil Garthoff keine Blasinstrumente mehr spielen konnte, wurde er 1702 Hoforganist in Weißenfels und ab 1711 auch Musikdirektor am Gymnasium Augusteum Weißenfels.
Adlung hat ihn 1726 noch am Weißenfelder Hof gesehen.
Mehr als 60 Kantaten von ihm sind erhalten, wovon 41 als „Geistlich Frage und Antwort“ bezeichnet sind und als ein großer Teil eines vollständigen Kantatenjahrganges gelten können.

## Werke (Auswahl)
- Kantate Aus der Tiefe rufe ich Herr zu Dir (1700)
- Kantate Alleluja, ich danke dir (Kantate für Bass, Trompete, 2 Violinen + B.c.)
- Kantatenmesse Herr allmächtiger Gott
- Motette Herr, lehre mich tun (Motette für Alt, Bass, 2 Violinen und Basso Continuo)
- Motette Herr, ich habe Lieb die Städte deines Hauses (Motette für Alt, Bass, 2 Violinen und Basso Continuo)
- Deutsche Messe in F-Dur
- Sechs Orgelpräludien in Das Schneeberger Orgel- und Clavierbuch um 1705[4]